# David Cohen de Lara
David Cohen de Lara oder David Kohen de Lara (geboren um 1602 in Hamburg, Amsterdam oder Lissabon; gestorben am 1. Oktober 1674 in Hamburg) war ein sephardischer Rabbiner in Hamburg, Philologe und Gelehrter.

## Leben
Cohen de Lara erhielt seine rabbinische Ausbildung in Amsterdam. Seit 1637 hielt er sich in Hamburg auf und wurde dort 1639 Rabbiner der Gemeinde Neve Shalom, einer von drei Kleingemeinden der Hamburger Sepharden. Als diese sich 1652 zu einer Gesamtgemeinde zusammenschlossen, wurde Cohen de Lara ihr Rabbiner. 1656 wurde er von Isaac Jessurun abgelöst und ging daraufhin wieder nach Amsterdam. Nach Jessuruns Tod 1665 hielt er sich wieder in Hamburg auf, in der Hoffnung, sein früheres Amt wiederzuerlangen, wurde aber nicht erneut berufen.
Cohen de Lara war ein vehementer Gegner der Bewegung des selbsternannten Messias Schabbtai Zvi, die in der sephardischen Gemeinde in Hamburg viele Anhänger hatte. In der Hochzeit dieser Bewegung kehrte Cohen de Lara 1666 nach Amsterdam zurück und kam erst kurz vor seinem Tod wieder nach Hamburg. Dort wurde er auf dem Friedhof in Altona begraben.
Cohen de Lara stand in wissenschaftlichem Austausch mit christlichen Hebraisten. Er wurde von ihnen als Gesprächspartner geschätzt, darunter vom Judenmissionar Esdras Edzardus und dem antijüdischen Pastor Johannes Müller.

## Werke
Cohen de Lara verfasste einige Übersetzungen vom Hebräischen ins Spanische, unter anderem Werke von Maimonides. Sein Hauptwerk, an dem er 40 Jahre arbeitete, ist Keter Kehunna, ein Wörterbuch zu fremdsprachigen Ausdrücken im Talmud. Es blieb unvollendet und reicht nur bis zum Buchstaben Jod. Es erschien 1668 in Subskription. Unter den Subskribenten finden sich auch viele christliche Gelehrte.
- Keter Kehunnah, [Hamburg]: Georg Rebenlin, 1668. Wörterbuch zu Fremdwörtern im Talmud.
- Tratado de los artículos de la ley divina, Amsterdam: G. Joosten, 5412 [1651/1652], Übersetzung von Maimonides
- Tratado de penitencia, Leiden, Joh. Jach. Baron, 5420 (1660), Übersetzung von Maimonides
- Ir David sive De convenientia vocabulorum rabbinicorum cum Graecis, et quibusdam aliis linguis Europaeis, Amstelodami, Ravestein, 1648
- Tratado Del Temor Divino, Amsterdam, Menasse ben Israel, 5393 [1632/1633] (Teilübersetzung von Reshit ḥokhmah von Elijah ben Moses de Vidas)